# Persicaria acuminata
Persicaria acuminata är en slideväxtart som först beskrevs av Carl Sigismund Kunth, och fick sitt nu gällande namn av M. Gómez. Persicaria acuminata ingår i släktet pilörter, och familjen slideväxter. Inga underarter finns listade i Catalogue of Life.